# Жизель
«Жизе́ль, или Вили́сы» (фр. Giselle, ou les Wilis) — «фантастический балет» в двух актах композитора Адольфа Адана на либретто Анри де Сен-Жоржа, Теофиля Готье и Жана Коралли по легенде, пересказанной Генрихом Гейне. Хореография Жана Коралли с участием Жюля Перро, декорации Пьера Сисери, костюмы Поля Лормье.
Премьера состоялась 28 июня 1841 года в театре Королевской академии музыки, на сцене Опера Ле Пелетье (Париж). Главные партии исполнили Карлотта Гризи (Жизель), Жюль Перро (граф Альберт), Адель Дюмилатр (Мирта) и м-м Ролан (Берта).

## Действующие лица
- Жизель
- Берта, её мать
- Граф Альберт
- Батильда
- Ганс, лесничий
- Вильфрид, оружейник
- Герцог
- Вилисы: Мирта, Монна, Зюльма

## Краткое содержание балета

### Действие I
Деревня в горах, окруженная лесами и виноградниками. Крестьянский дом, в котором живут Берта и её дочь Жизель. Крестьяне направляются на сбор винограда. Девушки приветствуют Жизель, свою подругу, всеобщую любимицу.
Появляется лесничий Ганс. который добивается руки Жизель. Он клянется перед всеми разрушить счастье влюбленных: Жизели и юноши, живущего в охотничьем домике. Ганс скрывается; из дома выходит граф Альберт, переодетый в крестьянское платье, и его оруженосец Вильфрид. Альберт пришёл на свидание с Жизель. Вильфрид пытается отговорить его. Но Альберт отстраняет оруженосца, стучится в дверь и прячется. На стук выходит Жизель. Никого не обнаружив, она собирается уйти. Появляется Альберт. Он касается руки Жизели. Постепенно их танец переходит в любовную сцену. В это время свидетелем сцены становится Ганс. Он заверяет Жизель в своей верности. Альберт прогоняет лесничего.
Из виноградников возвращаются подруги Жизели. Затеваются танцы и Альберт с удовольствием принимает участие в общем веселье.
Берта выходит из дома и прекращает танцы. Она напоминает дочери, что ей вредно так много танцевать, ведь у неё больное сердце. Все расходятся.
Возвращается Ганс. Уязвленный отказом Жизели, он решает раскрыть тайну соперника, проникает в дом Альберта. Издали доносятся звуки приближающейся охоты, вскоре появляются дамы и кавалеры. Среди них Герцог и его дочь Батильда, невеста Альберта.
Утомлённые охотой, они хотят отдохнуть. Герцог указывает на дом Жизели и просит вызвать хозяйку. Выходит Берта, за ней — Жизель: они предлагают гостям прохладительные напитки. Очарованная обаянием Жизели, Батильда дарит ей ожерелье. Знатные гости уходят в дом, чтобы отдохнуть. В окне появляется Ганс. В его руках графская шпага — неопровержимое доказательство знатного происхождения Альберта.
Праздник урожая. В разгар всеобщего веселья врывается Ганс, он расталкивает Альберта и Жизель и показывает обнаруженную в доме Альберта шпагу. Жизель просит объяснений. Взбешённый Альберт бросается на Ганса. Подоспевший Вильфрид останавливает своего господина. Ганс трубит в рог. Из дома выходит Батильда со своей свитой. Она удивлена, увидев Альберта в крестьянском платье. Альберт целует руку невесте.
Жизель понимает, что клятвы верности и любви — обман. Батильда показывает ей своё обручальное кольцо — она невеста Альберта. Жизель, рыдая, падает на руки матери. Последний раз в помутившемся от потрясения сознании девушки возникают картины недавнего прошлого — клятвы, слова любви, танцы. Жизель умирает.

### Действие II
Ночью среди могил деревенского кладбища в лунном свете появляются призрачные вилисы — невесты, умершие до свадьбы.
Одетые в подвенечные платья, увенчанные цветами… неодолимо прекрасные пляшут вилисы при свете месяца, пляшут тем страстнее и быстрее, чем больше чувствуют, что данный им для пляски час истекает, и они снова должны сойти в свои холодные, как лёд, могилы…Г. Гейне
Вилисы замечают лесничего. Измученный угрызениями совести, он пришёл к могиле Жизели. По приказу своей неумолимой повелительницы Мирты вилисы кружат его в призрачном хороводе, пока он не падает, бездыханный, на землю.
Но и Альберт не может забыть погибшую Жизель. Глубокой ночью он также приходит на её могилу. Вилисы тотчас окружают юношу. Страшная участь лесничего грозит и Альберту. Но появившаяся тень Жизели, сохранившей самоотверженную любовь, защищает и спасает Альберта от гнева вилис.
С первыми лучами восходящего солнца исчезают белые призраки-вилисы. Исчезает и лёгкая тень Жизели, но сама она всегда будет жить в памяти Альберта как вечное сожаление о потерянной любви — любви, которая сильнее смерти.

## История создания
Чего только нет в этом произведении. И выдумка, и поэзия, и музыка, и композиция новых па, и прекрасные танцовщицы, и гармония, полная жизни, грации, энергии, и Адель Дюмилатр, и особенно Карлотта Гризи. Всего вдосталь! В добрый час! Вот что называется балетом.
Премьера балета состоялась 28 июня 1841 года на сцене театра Ле Пелетье. Постановка имела огромный успех и имела хорошие отзывы в прессе. Опера́ в течение целого месяца давала только «Жизель» — за год состоялось 26 представлений. Всего за 18 лет спектакль выдержал 150 представлений (для сравнения: знаменитый романтический балет Филиппо Тальони «Сильфида» был представлен 59 раз за 12 лет).

## Последующие постановки
- 1841 — Большой театр, Бордо
- 1842 — Марсель, Турин, Лондон, Брюссель, Вена и Санкт-Петербург. Премьера в Лондоне состоялась 12 марта на сцене Театра Её Величества (Жизель — Карлотта Гризи, граф Альбрехт — Жюль Перро); в Петербурге — 18 декабря на сцене Большого театра (постановка Антуана Титюса, перенёсшего спектакль из Парижа по памяти, Жизель — Елена Андреянова).
- 1843 — Лион, Милан, Венеция, Берлин и Москва. Премьера в Милане состоялась 17 января на сцене театра Ла Скала (постановка Антонио Кортези на музыку Никколо Баджетти (Niccolò Bajetti), при этом 2 акта были растянуты до 5[2]; в главной партии — София Фуоко[уточнить]). Премьера в Москве, на сцене Большого театра состоялась 25 ноября в бенефис Елены Андреяновой, постановка балетмейстера Пьера Дидье.
- 1844 — Мадрид (первая исполнительница — Мари Ги-Стефан[англ.]), Гаага, Флоренция, Генуя.
- 1845 — Стокгольм, Рим, Дублин, Лиссабон.
- 1846 — Бостон, Филадельфия, Чарлстон, Берлин, Нью-Йорк. В США балет привезла балерина Мэри-Энн Ли, занимавшаяся у Коралли в Париже: 1 января спектакль был показан в бостонском театре «Говард-Атенеум», 13 апреля — в нью-йоркском «Парк-театре[англ.]» (Жизель — Мэри-Энн Ли, граф Альбрехт — Джордж-Вашингтон Смит).
- 1848 — Королевский театр в Копенгагене, Большой театр Варшавы.
- 1849 — Кёнигсберг.

В феврале 1884 года Мариус Петипа возобновил балет на петербургской сцене в собственной редакции. Впоследствии он возобновлял его в 1899 (Жизель — Генриетта Гримальди) и 1903 годах (Жизель — Анна Павлова). Попав в Париж, где к тому времени спектакль был уже утрачен, эта версия стала ориентиром для большинства последующих классических постановок и редакций.
Важной вехой в истории балета стал ввод спектакля в репертуар «Русских сезонов» Сергея Дягилева: 18 июня 1910 года «Жизель» была показана в Париже, на сцене Пале-Гарнье, в 1911 году — в Лондоне, на сцене театра «Ковент-Гарден». Постановку выполнил Михаил Фокин, сценография и костюмы — Александра Бенуа; главные партии в обеих премьерах исполнили Тамара Карсавина и Вацлав Нижинский.

### Дальнейшие редакции

#### В Париже
- 1863 — возобновление Жана Коралли (декорации Эдуарда Деплешена, Антуана Камбона и Жозефа Тьерри, костюмы Альбера).
- 1903 — постановка Жозефа Хансена[фр.] (Жизель — Карлотта Замбелли).
- 1910 — спектакль «Русского балета Дягилева» (постановка Михаил Фокина, сценография Александра Бенуа, Жизель — Тамара Карсавина, граф Альберт — Вацлав Нижинский).
- 1924 — постановка Николая Сергеева по записям спектакля Мариинского театра, декорации и костюмы Александра Бенуа (специально для Ольги Спесивцевой).
- 1932 — возобновление версии 1924 года в редакции Сержа Лифаря. В этом спектакле вместе с ним в 1935—1936 годах выступала Марина Семёнова. Новые декорации и костюмы — Léon Leyritz (1939), Жан Карзу (1954).
- 1972 — редакция Альберто Алонсо (декорации и костюмы Тьерри Боске).
- 25 апреля 1991 — редакция Патриса Бара[фр.] и Евгения Полякова, приуроченная к 150-летию спектакля, оформление — Лоик ле Грумеллек (Жизель — Моник Лудьер[фр.], граф Альберт — Патрик Дюпон).
- 1998 — возобновление балета в оформлении Александра Бенуа.

#### В Лондоне
- 1910 — редакция Михаила Мордкина для Анны Павловой.
- 1911 — спектакль «Русского балета Дягилева» (постановка Михаила Фокина, сценография Александра Бенуа, Жизель — Тамара Карсавина, граф Альберт — Вацлав Нижинский).
- 1913 — редакция Ивана Хлюстина, балетная труппа Анны Павловой.

#### На российской сцене
- 1944 — Большой театр, редакция Леонида Лавровского.
- 1969 — Горьковский оперный театр; 1984 год — возобновление (дирижёр-постановщик Владимир Бойков, художник-постановщик Василий Баженов).
- 1997 — Большой театр, редакция Владимира Васильева.
- 2001 — Ростовский музыкальный театр, Ростов-на-Дону (музыкальный руководитель Андрей Галанов, балетмейстеры-постановщики Елена Иванова и Олег Корзенков, художник-постановщик Сергей Бархин[3]).
- 2007 — Михайловский театр, Санкт-Петербург (балетмейстер-постановщик Никита Долгушин).
- 2007 — Краснодарский музыкальный театр (хореограф-постановщик — Юрий Григорович, художник -постановщик — Симон Вирсаладзе).
- 2008 — Самарский театр оперы и балета (дирижёр-постановщик Владимир Коваленко, балетмейстер-постановщик Кирилл Шморгонер, художник-постановщик Вячеслав Окунев.
- 2012 — Московский областной государственный театр «Русский балет».
- 2019 — Большой театр, редакция Алексея Ратманского.

#### В других странах
- 1966 — Вюртембургский государственный театр, Штутгарт (постановка Питера Райта на основе постановок Жана Коралли, Жюля Перро и Мариуса Петипы).
- 1974 — Баварский государственный балет, Мюнхен (авторская адаптация Питера Райта оригинальной версии для Вюртембургского государственного театра).
- 1994 — Римская опера, редакция Владимира Васильева.
- 2019 — Национальный академический театр оперы и балета Украины им. Т. Г. Шевченко, Киев.

### Оригинальные версии
- 1982 — «Жизель», хореография Матса Эка (Жизель — Ана Лагуна, граф Альберт — Люк Буи). Действие II акта перенесено в психиатрическую лечебницу. В том же году экранизирован самим постановщиком с тем же составом.
- 1984 — «Креольская Жизель[англ.]», хореография Фредерика Франклина[англ.], Танцевальный театр Гарлема[англ.].
- 2016 — «Жизель», хореография Акрама Хана (Жизель — Алина Кожокару, Тамара Рохо, Альбрехт — Исаак Эрнандес). Действие перенесено на швейную фабрику. Музыка Винченцо Ламаньи по оригинальному балету Адольфа Адана.

## Выдающиеся исполнители
На русской сцене в партии Жизели выступали Надежда Богданова, Прасковья Лебедева, Екатерина Вазем. 30 апреля 1903 года в Мариинском театре в этой партии дебютировала Анна Павлова. В 1919 году Агриппина Ваганова подготовила роль Жизели с Ольгой Спесивцевой: по существующему мнению, эта партия стала роковой для душевного здоровья балерины. В 1932 году в этой партии дебютировала одна из наиболее проникновенных и лиричных создательниц образа Жизели в XX веке Галина Уланова, в 1934 году — Марина Семёнова, в 1961 году — Малика Сабирова.
В 1938 году в Лондоне с труппой «Русского балета» Жизель впервые исполнила Тамара Туманова. В 1949 году из рук президента Франции Венсана Ориоля она получила гран-при «Жизель» — бронзовый слепок её стопы и кисти руки.
Этим мне давали понять, что Франция признаёт мою Жизель, как одну из лучших.
— Тамара Туманова, 
В Великобритании выдающейся исполнительницей партии считалась Алисия Маркова. Алисия Алонсо, заменившая Маркову в Нью-Йорке 2 ноября 1943 года, начала с этого спектакля свою балетную карьеру. Во Франции эталонной исполнительницей считается Иветт Шовире, дебютировавшая в «Жизели» в 1949 году. Во время гастролей Парижской оперы в СССР зрители и критики были впечатлены интерпретацией другой французской балерины, Лиан Дейде.

## Фильмография
- 1956 — запись спектакля с Галиной Улановой в главной роли; сделана во время гастролей балетной труппы Большого театра в Лондоне, ночью, после окончания спектакля; L’Orchestre du Théâtre National de L’Opèra, Paris[уточнить].
- 1969 — «Жизель», экранизация спектакля Американского театра балета. В главных партиях Карла Фраччи и Эрик Брун, хореограф-постановщик Дэвид Блэр, дирижёр Джон Ланчбери, режиссёр фильма Хьюго Ниблинг[англ.], пр-во США.
- 1974 — «Жизель», экранизация спектакля Большого театра. В главных партиях Наталия Бессмертнова и Михаил Лавровский, хореограф-постановщик Леонид Лавровский, пр-во СССР.
- 1980 — «Сицилианская защита» — показаны фрагменты спектакля, главную партию танцует Надежда Павлова, сыгравшая в фильме одну из ролей.
- 1982 — «Жизель», хореограф и режиссёр Матс Эк, в главных партиях Ана Лагуна и Люк Буи.
- 1983 — «Анна Павлова», художественный фильм Эмиля Лотяну, в главной роли Галина Беляева (дублёр при исполнении балетных сцен — Валентина Ганибалова).
- 1987 — «Танцовщики», художественный фильм Герберта Росса. По сюжету звезда балета Антон Сергеев, участвуя в съёмках киноверсии «Жизели», начинает флиртовать с юной балериной Лизой Стрессер, однако вскоре начинает понимать, что их отношения повторяют сюжет балета. В главных ролях Михаил Барышников, Алессандра Ферри, Лесли Браун, Джули Кент[англ.] и другие артисты Американского театра балета.
- 1992 — «Танцующие призраки» (ремейк — «Виллисы», 2002) — по сюжету главная героиня, ученица хореографического училища Юля Азарова (Анна Пономарёва) готовится к выпускному спектаклю «Жизель», в котором по стечению обстоятельств неожиданно получает главную партию.
- 1996 — «Мания Жизели», художественный фильм Алексея Учителя, интерпретация биографии балерины Ольги Спесивцевой, в главной роли Галина Тюнина.
- 1997 — «Божественная Жизель», документальный фильм о жизни и творчестве Ольги Спесивцевой, режиссёр Майя Меркель.